# PGA Tour
PGA Tour (stylizowane na PGA TOUR) – amerykańska organizacja zrzeszająca profesjonalnych golfistów. Zajmuje się tworzeniem głównych rozgrywek odbywających w USA i Ameryce Północnej. Organizuje takie wydarzenia jak PGA Tour Champions i Korn Ferry Tour. Istnieje od 1929. 